# Quinta Avenida–Calle 53 (línea Queens Boulevard)
Quinta Avenida–Calle 53 es una estación en la línea Queens Boulevard del Metro de Nueva York de la División B del Independent Subway System (IND). La estación se encuentra localizada en Midtown Manhattan, Manhattan entre la Quinta Avenida y la Calle 53 Este. La estación es servida en varios horarios por diferentes trenes del servicio  y .

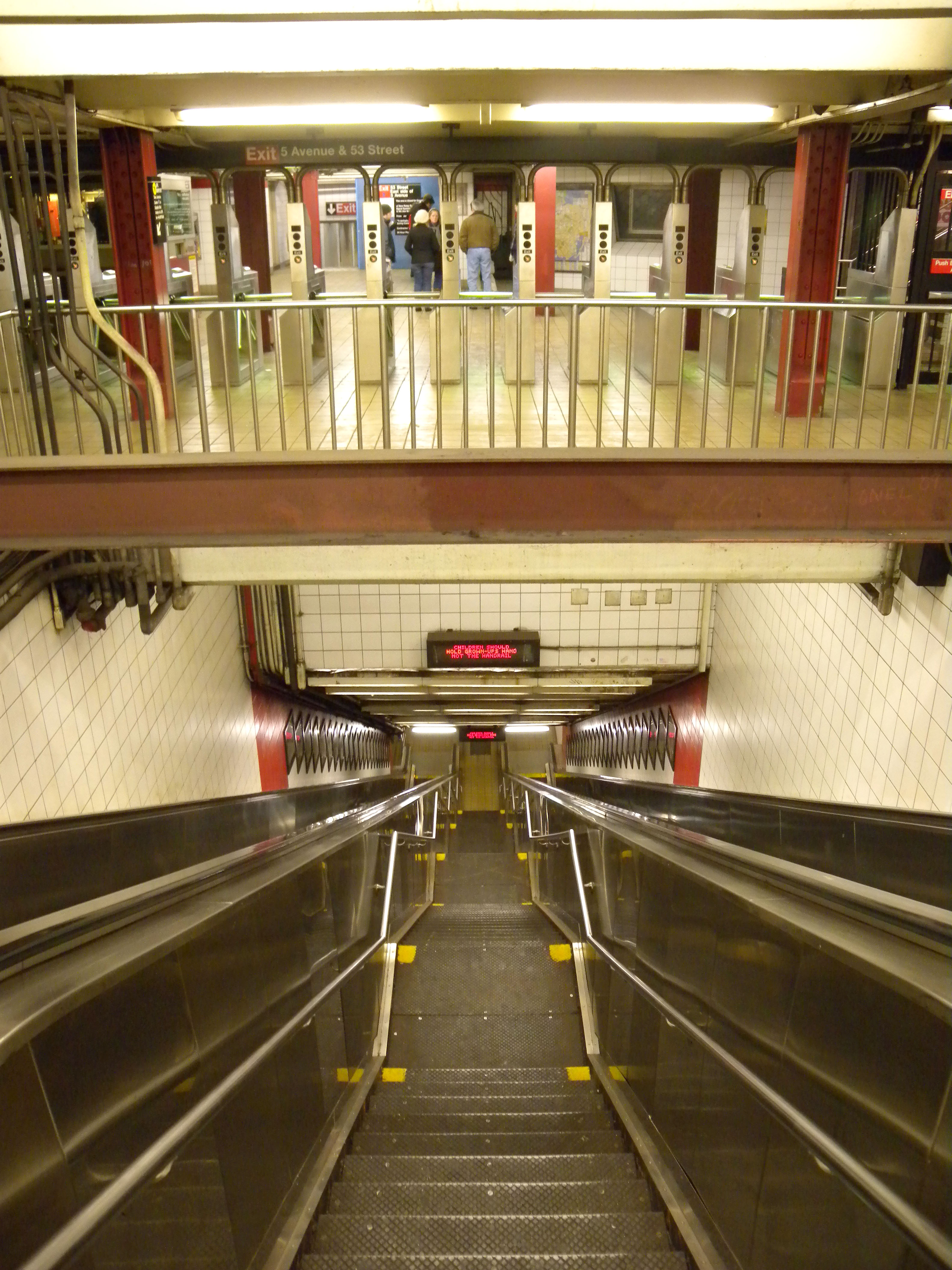
Escalera

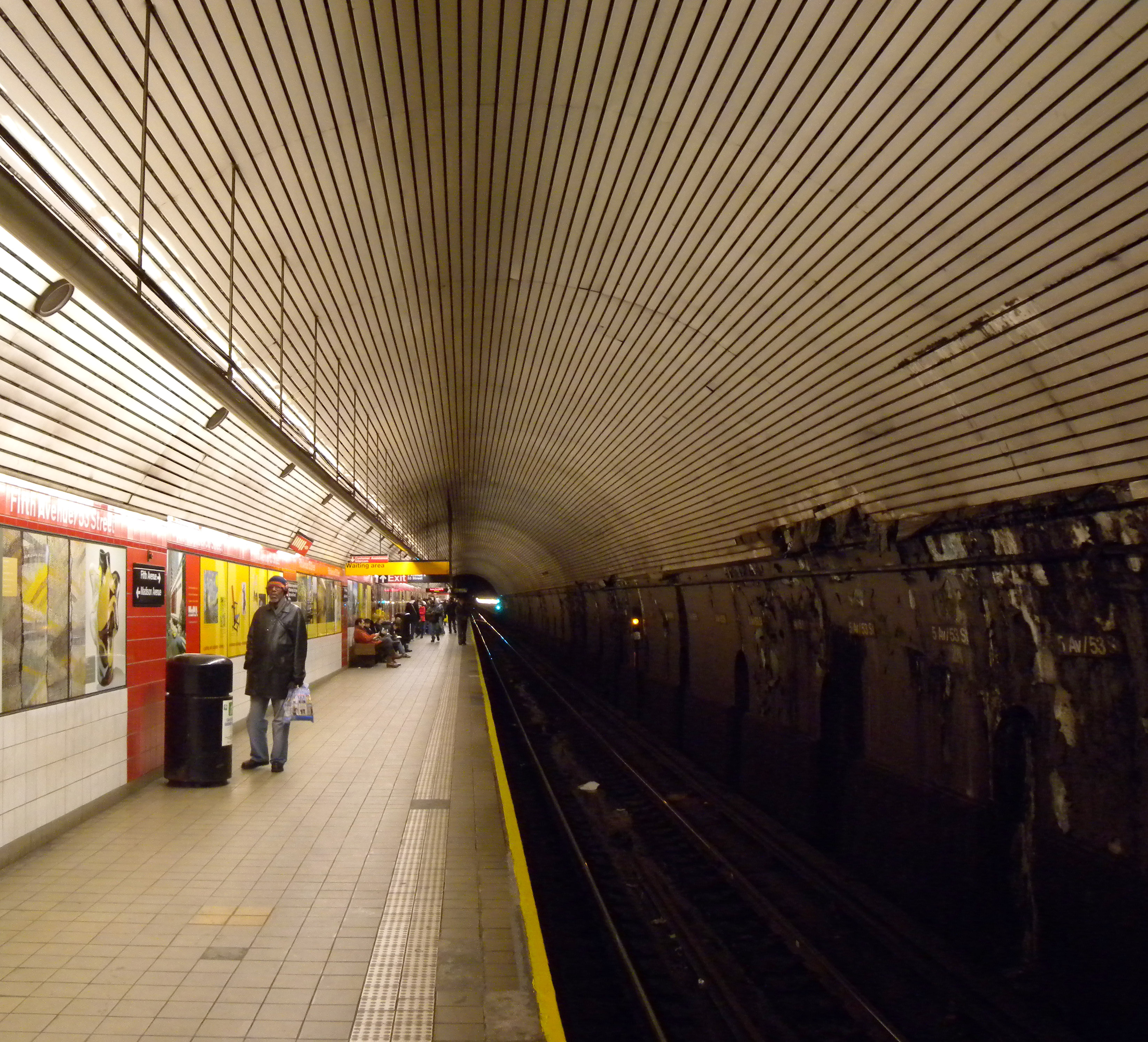
Plataforma del segundo nivel